# 수엘리
수엘리(Suelli)는 사르데냐어로 수에디라 불리며, 이탈리아 사르데냐 지역의 수드사르데냐도에 있는 코무네이다. 칼리아리에서 북쪽으로 약 40 킬로미터 (25 mi) 떨어져 있다. 2004년 12월 31일 기준으로 인구는 1,179명이고 면적은 19.2 제곱킬로미터 (7.4 mi2)이다.
수엘리는 다음 코무네와 접한다: 제시코, 만다스, 셀레가스, 세노르비, 시우르구스도니갈라.